# Marco Rudolph
Marco Rudolph, född den 22 maj 1970 i Zittau, Tyskland, är en tysk boxare som tog OS-silver i lättviktsboxning 1992 i Barcelona.

## Professionell karriär
Rudolph började sin proffskarriär 1995 och hade ett par framgångar. Han mötte Artur Grigorian 1998 för att göra upp om WBO-titeln i lättviktsboxning, men blev knockad i sjätte ronden.. Rudolph avslutade därefter sin karriär med historiken 13-1-0.